# Sing, Cowboy, sing
Ne doit pas être confondu avec  Sing, Cowboy, Sing, film américain réalisé par Robert N. Bradbury sorti en 1937.
Pour plus de détails, voir Fiche technique et Distribution.
Sing, Cowboy, sing (en français, Chante, cow-boy, chante) est un film est-allemand réalisé par Dean Reed, sorti en 1981.

## Synopsis
Les cavaliers de rodéo Joe et Beny gagnent leur argent avec des spectacles dans lesquels le cow-boy Joe maîtrise au lasso Beny déguisé en Indien. Ils apparaissent également comme des jongleurs et des chanteurs et se déplacent de ville en ville pour joindre les deux bouts. Alors que Joe donne une plume à une femme après un spectacle de rodéo, sa fille Susann de Leansville se cache dans le chariot bâché de Joe et Beny et n'est découverte par les deux hommes que lorsqu'ils ont quitté la ville. Ils télégraphient de la ville la plus proche de Hiddenjunction après Leansville qu'ils ont trouvé Susann et l'amèneront à sa mère. Selon le testament de son grand-père, elle veut épouser le sinistre Dave Arnold. Ce dernier recherche Joe et Beny parce qu'il les accuse d'avoir kidnappé Susann. Susann, qui critique Arnold, est censé être morte lors d'une fusillade avec les "kidnappeurs". En fait, Susann n'est entrée dans le chariot de Joe que parce qu'elle le voit comme le père idéal.
Lorsque la shérif de Hiddenjunction apprend que Joe et Beny sont recherchés, les deux doivent fuir la ville. Ils quittent également Rosecity après avoir été emprisonnés après un combat et avoir pu s'échapper avec l'aide de Susann. La jolie blonde Silvia, qui tombe amoureuse de Beny, les aide également. Dans leur fuite, Joe, Beny et Susann arrivent enfin à Liebenthal, fondée par des Allemands et dirigée par Pythonin. Le village résiste au racket de Dave Arnold. À son tour, il apprend que Joe et Beny veulent unir leurs forces avec Pythonin et vient à Liebenthal avec quelques voyous, y compris les shérifs de Leansville, Rosecity et Hiddenjunction. Il y a une épreuve de force dans laquelle Joe, Beny, Susann et Silvia battent les adversaires. La mère de Susann, Maria, embrasse sa fille. Joe est également ajouté à la famille, tandis que Beny s'unit à Silvia.

## Fiche technique
- Titre original : Sing, Cowboy, sing
- Réalisation : Dean Reed assisté de Bodo Schmidt
- Scénario : Dean Reed
- Musique : Karel Svoboda
- Direction artistique : Heinz Röske, Magda Moldovan
- Costumes : Günter Schmidt
- Photographie : Hans Heinrich (de)
- Son : Günther Witt
- Montage : Ruth Ebel
- Production : Gerrit List, Georgeta Vilcu Savescu
- Société de production : DEFA
- Société de distribution : Progress Film-Verleih (de)
- Pays d'origine :  Allemagne de l'Est
- Langue : allemand
- Format : Couleur - 1,37:1 - mono - 35 mm
- Genre : Western
- Durée : 90 minutes
- Dates de sortie :
  -  Allemagne de l'Est : 12 juin 1981.
  -  Union soviétique : 12 juillet 1981.
  -  Hongrie : 8 septembre 1983.

## Distribution
- Dean Reed : Joe
- Václav Neckář (cs) : Beny
- Kerstin Beyer : Susann
- Violeta Andrei : Maria
- Iurie Darie (ro) : Dave Arnold
- Stefan Diestelmann (de) : Le tenancier du saloon
- Helena Růžičková (cs) : La shérif de Hiddenjunction
- Jiří Růžička (cs) : Le shérif adjoint de Hiddenjunction
- Siegfried Seibt (de) : Le shérif de Rosecity
- Ion Dorutiu : Le shérif adjoint de Rosecity
- Vlad Rădescu (ro) : Le shérif de Leansville
- Gertraut Last (de) : Pythonin
- Elke Gierth : Silvia
- Chuan Hsi Kao : Le cuisinier
- Cristian Șofron (ro) : Ned
- Mihai Mereuță (ro) : Le juge
- Dan Dobre : un cowboy
- Miron Murea : un cowboy
- Theresia Wider (de) : Joana
- Paton Price : L'hôtelier
- Bodo Schmidt : Le télégraphiste
- Elena Sereda (ro) : La mère de Ned
- Dean Ch. Price : Le garçon avec une grenouille
- Rose Becker : Une prostituée
- Peter Pauli : Un colon

### Doublage
| Rôle                                | Acteur            | Doubleur            |
| ----------------------------------- | ----------------- | ------------------- |
| Joe                                 | Dean Reed         | Holger Mahlich      |
| Beny                                | Václav Neckář     | Uwe Karpa           |
| Maria                               | Violeta Andrei    | Sigrid Göhler       |
| Dave Arnold                         | Iurie Darie       | Alfred Struwe       |
| La shérif de Hiddenjunction         | Helena Růžičková  | Eva Schäfer         |
| Le shérif adjoint de Hiddenjunction | Jiří Růžička (cs) | Carl Heinz Choynski |
| Le shérif de Leansville             | Vlad Rădescu      | Horst Manz          |
| Le shérif de Leansville             | Ion Dorutiu       | Willi Neuenhahn     |
| Ned                                 | Cristian Șofron   | Detlef Gieß         |
| L'hôtelier                          | Paton Price       | Detlef Witte        |
| La mère de Ned                      | Elena Sereda      | Gertraud Kreißig    |

## Source de traduction
- (de) Cet article est partiellement ou en totalité issu de l’article de Wikipédia en allemand intitulé « Sing, Cowboy, sing » (voir la liste des auteurs).